# Phlyctainophora squali
Phlyctainophora squali is een rondwormensoort uit de familie van de Philometridae. De wetenschappelijke naam van de soort is voor het eerst geldig gepubliceerd in 1969 door Mudry & Dailey.